# Gekkō-Observatorium
Koordinaten: 35° 7′ 42,7″ N, 138° 59′ 32,6″ O
Das Gekkō-Observatorium (jap. 月光天文台, Gekkō temmondai) ist ein astronomisches Observatorium in Kannami in der Präfektur Shizuoka auf der Insel Honshū in Japan und trägt den IAU-Code 888. Der Name der Sternwarte bedeutet Mondlicht. Es wurde 1957 gegründet und befindet sich im Besitz der Stiftung (zaidan-hōjin) Kokusai Bunka Kōyūkai (国際文化交友会, engl. International Foundation for Cultural Harmony). Zwischen 1987 und 2000 entdeckten die Astronomen Yoshiaki Ōshima und Tetsuo Kagawa von hier aus 172 Asteroiden. Mit Stand 30. Januar 2010 belegt das Observatorium den 49. Platz in der Liste der gesamten Asteroidenentdeckungen weltweit.
Das Observatorium ist der Namensgeber des durch den japanischen Astronomen Yoshiaki Ōshima entdeckten Asteroiden (4261) Gekko.